# Уча.се
„Уча.се“ е онлайн платформа с уроци за училище, която се стреми да ги представя по разбираем и интересен начин. Платформата покрива 97% от учебния материал за учениците от 1. до 12. клас.
Материалите следват официалната училищна програма на МОН и са съобразени с Държавните образователни стандарти. Уча.се получава наградата за най-добра образователна платформа на България 3 поредни години (2012 – 2014 г.), като през 2018 г. става сайт на годината в категориите „Сайт за услуги“ и „Продуктов сайт“.

## История

### Основател
Основател на Уча.се е Дарин Маджаров. Завършва с медал за отличие Априловската гимназия през 2006 г. Учи висше образование в университета „Якобс“, Германия, където завършва бакалавър и магистратура по електроника и компютърни науки. Идеята за платформата се зародила през 2011 г., когато Дарин следва докторантура в „Льовенски католически университет“, Белгия, в сферата на енергийните пазари и електрически коли.

### Зараждане на идеята за Уча.се
По-малката сестра на Дарин (ученичка и то отличничка по това време) изпитвала затруднения с уроците за училище и той често ѝ обяснявал материала чрез видео връзка по интернет. Така му хрумва идеята да реализира платформа, с която учениците ще могат да учат на разбираем и интересен език и ще повишават мотивацията и успеха си в училище.
Първите 500 видео урока в Уча.се Дарин разработил сам, като впоследствие намира съмишленици и малко по малко започва да развива платформата.

### Развитие на Уча.се
Към 2022 г. в сайта и приложението на Уча.се има над 25 000 видео урока, теста и преговора с мисловни карти, които покриват 97% от материала, изучаван в училище. Уроците са изгледани над 120 000 000 пъти от над 1 000 000 регистрирани ученици, учители, родители и студенти. Платформата помага на всички ученици от 1-ви до 12-и клас да повишат успеха си, да се забавляват и да имат повече свободно време.
Първите 5 видео урока от всеки предмет и клас, както и тестовете към тях, са безплатни за всеки, който се е регистрирал. Останалите видео уроци и тестове са на разположение на регистрираните посетители в Уча.се след закупуването на абонамент, който трае за определен период.
Платформата предлага и обучение чрез индивидуална учебна игра за всеки ученик от 1. до 8. клас. По всеки предмет учениците правят диагностичен тест, който открива силните страни и пропуските в знанията им, като след това се изготвя индивидуална програма с видео уроци и тестове спрямо личните нужди.
Освен това, всеки ученик в платформата развива свой Уча.се виртуален герой в реално време, като в игра. Когато ученикът гледа видео уроци, решава тестове, преговаря с мисловни карти и участва в дискусии под уроците, неговият герой преминава в различни нива, става все по-добър и събира баджове.
Уча.се разполага със собствен блог – „Мотивирам.се“, чиято цел е да дава полезни съвети и ценна информация на ученици, учители, родители, студенти.
Екипът на онлайн платформата към 2022 г. наброява 300+ души.
През 2020 г. Уча.се създава свое мобилно приложение и стартира международната версия на платформата – eduboom.

### Зараждане на идеята за eduboom
В началото на март 2020 г. с Дарин се свързва румънски предприемач, с когото са се запознали покрай общи приятели. Двамата обсъждат как училищата в двете държави се справят с противоепидемични мерки и локдауна, наложен поради коронавируса. Дарин разбира, че в Румъния няма платформа, която да предложи на учениците видео уроци, съобразени с тяхната учебна програма, които да им послужат в ситуация на дистанционно обучение. Така се ражда идеята за международна версия на Уча.се, в която учениците в други държави да учат на разбираем и интересен език със съдържание, създадено специално за техните нужди. Към 2022 г. eduboom функционира в Румъния, Испания и Италия. 

## Образователни продукти

### Видео уроци
Видео уроците в Уча.се представляват комбинация от забавна анимация, грабващо аудио и десетки примери от реалния живот. Те изискват едновременно гледане, слушане и писане и така стимулират и трите основни вида памет. Видеата са кратки и занимателни, което прави усвояването на материала по-фокусирано, бързо и лесно.
Платформата предлага и видео уроци, специално разработени за деца в предучилищна възраст. Видео уроците помагат на бъдещите ученици да развиват мисленето си и им представят полезни знания по интересен начин, с анимация и озвучаване, съобразени с възрастта им.

### Тестове
Тестовете след всеки урок помагат на учениците веднага да затвърдят наученото и да проверят знанията си. Ако допуснат грешка, специална технология в платформата им показва точния откъс от видео урока, с който да запълнят пропуските си. 
Въпросите в тестовете са градирани по трудност и тренират ключови умения на учениците. 
- Първите 5 въпроса в теста тренират умението за разпознаване – възприемане : учениците показват способността си за запомняне и възпроизвеждане на информация.
- Въпросите от 6-и до 12-и тренират умението за разбиране – отговаряне: учениците показват способността си за разбиране на информация и използването ѝ при дискусия или отговаряне на въпроси.
- Последните 3 въпроса, от 13-и до 15-и, тренират умението за прилагане – анализиране, или способността за натрупване на теоретични знания и прилагането им в различни ситуации.

### Преговори с мисловни карти
Мисловните карти съдържат ключовите понятия от всеки урок и нагледно представят връзките между тях чрез изображения, символи и цветове. С помощта на мисловната карта ученикът бързо и лесно преговаря всичко най-важно от темата и успешно се подготвя за тестове, контролни, изпити и матури.

## Награди
Уча.се е отличен с над 20 награди, сред които:
- Първо място в категория „Образование и наука“ за 2012 г. в конкурса на БГ Сайт;[12]
- Първо място в категория „Образование и наука“ за 2013 г. в конкурса на БГ Сайт;[13]
- Първо място в категория „Образование и наука“ за 2014 г. в конкурса на БГ Сайт;[14]
- „Иновативно новостартирало предприятие на годината“ за 2013 г. – награда, връчена лично от президента на България Росен Плевнелиев;[15]
- Награда за създателя на Уча.се Дарин Маджаров в конкурса на Дарик „40 до 40“ – новите лидери на България, 2013 г.;[16][17]
- Награда „Златна ябълка“ 2013 г. за принос към живота и благосъстоянието на българските деца;[18]
- Награда „Стартиращ бизнес“ за 2013 г. от конкурса „Най-добра българска фирма на годината“;[19]
- Награда на Forbes България за „30 таланта под 30 години“[20] в категорията „Образование“ за Дарин Маджаров, създателя на Уча.се, както и награда за Уча.се в категория „Обществена дейност“ на Forbes Business Awards;[21]
- Награда на Българската агенция по информационни технологии – БАИТ’2013 за принос в образованието;[22]
- Награда на Forbes България в E-volution Awards 2015[23] за „StartUp Business“ в категорията „Компании, които предоставят услуги за електронния бизнес“ за Уча.се;
- Трето място в категорията „Въвеждане на иновативни практики в сферата на образованието“ в класацията „Новатори в образованието“ за 2015 г. на uchi.bg;[24]
- Грамота „Джон Атанасов – за проекти с голям обществен принос“ 2016 г. за Уча.се от президента на Република България Росен Плевнелиев.[25]
- Най-добър сайт за услуги за 2018 г. в наградите за Сайт на годината[3]
- Най-добър продуктов сайт за 2018 г. в наградите за Сайт на годината[4]
- Награда от Българската асоциация по информационни технологии (БАИТ) за специален принос към развитието на ИТ сектора – 2019 г.[26]
- Награда за най-добър работодател в сфера „Образование“ – 2021 г.[27]
- Награда „Компания на годината“ в сфера „Образование“ – 2022 г.